# Alessandro Centurini
Alessandro Centurini (Genova, 28 aprile 1830 – Roma, 20 gennaio 1916) è stato un politico italiano.

## Biografia
Era figlio di Ignazio Centurini e di Metilde Lambert. Commerciante, armatore, banchiere e industriale, il commendatore Centurini prese parte nel 1880 alla costituzione della Società Italiana per Condotte d`Acqua. Nel 1886 fondò invece a Terni l'omonimo iutificio Centurini. Costruito su progetto dell'ingegnere Tobia Isolani, questo stabilimento era dotato dei macchinari più evoluti disponibili all'epoca sul mercato per quanto attiene al settore tessile. Lo stabilimento utilizzava come forza motrice una derivazione di 8 metri cubi di acqua al secondo dal Canale Nerino.
Il ciclo produttivo riguardava la lavorazione di filati e tessuti di juta provenienti dall'India, da trasformarsi soprattutto in sacchi da imballaggio. L'opificio era dotato di una tintoria e di una stamperia e vi erano posizionati 5.000 fusi e 300 telai. Gli addetti erano circa 1.300, in particolar modo donne.
Nel 1902 venne nominato Cavaliere del Lavoro per il settore industria.
In politica ricoprì la carica di parlamentare per due legislature, registrandosi nel 1909 la sua nomina a Senatore del Regno. Fu presidente e fondatore della Banca industriale e commerciale di Roma, che fu travolta dallo scandalo della Banca Romana. Tenne inoltre la presidenza della Società dell'Acqua Pia Antica Marcia dal 1891 al 1915. Dopo la sua morte, 1916, lo iutificio venne ereditato dal figlio Dario che svolse l'attività di presidente fino all'anno 1931; anno in cui diede le dimissioni, insieme ai figli, Ignazio e Alessandro. Lo Jutificio faceva parte del "Gruppo Centurini" che comprendeva anche altri stabilimenti di lavorazione della iuta, e alcuni stabilimenti Carboniferi. Il 18 luglio 1932, la Società Anonima Jutificio Centurini cambiò la propria denominazione in Società Anonima Jutificio di Terni.
La figlia, Corinna Centurini, sposò Carlo Schanzer, futuro senatore e ministro giolittiano, il 23 luglio 1899. Ebbero due figlie: Fulvia Schanzer (1901-1984), moglie di Giulio Ripa di Meana e madre di sette figli (tra cui Carlo Ripa di Meana e Ludovica Ripa di Meana, seconda moglie di Vittorio Sermonti) e Lodovica Schanzer, moglie di Michele Busiri Vici. 
La residenza romana del Centurini fu l'omonimo villino, progettato e completato nel 1874 dall'architetto svizzero H. Kleffler, in Piazza dell'Indipendenza,7 (quartiere cosiddetto del Macao, rione XVIII del Castro Pretorio). Il villino Centurini fu venduto, dagli eredi, nel 1933, al Governatorato di Roma. Nel 1935 divenne la sede del Liceo Ginnasio "Giulio Cesare". Dal 1936 fu sede del Regio Istituto Magistrale Alfredo Oriani, oggi Liceo Statale Niccolò Machiavelli.